# Светско првенство у скоковима у воду 2019 — даска 1 м за мушкарце
Такмичење у скоковима у воду за мушкарце у дисциплини даска 1 метар на Светском првенству у скоковима у воду 2019. одржано је 12. јул (квалификације) и 14. јула (финале) 2019. године као део програма Светског првенства у воденим спортовима. Такмичења су се одржала у базену Општинског центра за водене спортове у Квангџуу у Јужној Кореји.
Учестовавала су укупно 44 скакача из 28 земаља. Титулу светског првака из 2017. бранио је кинески скакач Пенг Ђенфенг.
Нови светски првак постао је седамнаестогодишњи кинески скакач Ванг Цунгјуен који је био убедљив током оба такмичарска дана. Сребрну медаљу освојио је репрезентативац Мексика Ромел Пачеко, док је бронза припала браниоцу титуле из 2017. Пенгу Ђенфенгу.

## Освајачи медаља
|                     | Резултат |                    | Резултат |                    | Резултат |
|                     |          |                    |          |                    |          |
| Ванг Цунгјуен (КИН) | 440,25   | Ромел Пачеко (МЕК) | 420,15   | Пенг Ђенфенг (КИН) | 415,00   |

## Учесници по земљама
На такмичењу је учестовало укупно 44 скакача из 28 земаља, а свака од земаља имала је право да учествује са максимално 2 такмичара у овој дисциплини.
- Аустралија (2)
- Бразил (2)
- Велика Британија (2)
- Доминиканска Република (1)
- Египат (1)
- Ирска (1)
- Италија (2)
- Јамајка (1)
- Јужна Кореја (2)
- Кина (2)
- Колумбија (2)
- Куба (1)
- Кувајт (2)
- Малезија (1)
- Мексико (2)
- Немачка (2)
- Пољска (2)
- Порторико (1)
- Русија (1)
- Сједињене Државе (2)
- Тајланд (1)
- Украјина (2)
- Француска (1)
- Хрватска (1)
- Чиле (1)
- Швајцарска (2)
- Шведска (1)
- Шпанија (2)

## Резултати
Квалификације су одржане 12. јула са почетком у 11:00 часова по локалном времену, док је финале одржано два дана касније, 14. јула од 15:30 часова.
| ПЛ. | Скакач               | Држава                 | Квалификације | Квалификације | Финале            | Финале            |
| ПЛ. | Скакач               | Држава                 | Поена         | Плас.         | Поена             | Плас.             |
| --- | -------------------- | ---------------------- | ------------- | ------------- | ----------------- | ----------------- |
| 1.  | Ванг Цунгјуен        | Кина                   | 429,40        | 1.            | 440,25            | 1.                |
| 2.  | Ромел Пачеко         | Мексико                | 390,40        | 4.            | 420,15            | 2.                |
| 3.  | Пенг Ђенфенг         | Кина                   | 410,80        | 2.            | 415,00            | 3.                |
| 4.  | Ву Харам             | Јужна Кореја           | 396,10        | 3.            | 406,15            | 4.                |
| 5.  | Патрик Хауздинг      | Немачка                | 357,20        | 9.            | 405,05            | 5.                |
| 6.  | Брајдам Херера       | САД                    | 365,25        | 6.            | 399,90            | 6.                |
| 7.  | Олег Колодиј         | Украјина               | 370,40        | 5.            | 396,40            | 7.                |
| 8.  | Кацпер Лесјак        | Пољска                 | 358,70        | 7.            | 380,05            | 8.                |
| 9.  | Џејмс Хитли          | Велика Британија       | 355,35        | 10.           | 372,15            | 9.                |
| 10. | Јона Најт-Виздом     | Јамајка                | 354,30        | 11.           | 371,90            | 10.               |
| 11. | Рафаел Кинтеро       | Порторико              | 352,00        | 12.           | 360,80            | 11.               |
| 12. | Ђовани Точи          | Италија                | 357,50        | 8.            | 344,25            | 12.               |
| 13. | Ким Јонгнам          | Јужна Кореја           | 349,10        | 13.           | Нису се пласирали | Нису се пласирали |
| 14. | Јонатан Зуков        | Швајцарска             | 346,60        | 14.           | Нису се пласирали | Нису се пласирали |
| 15. | Ли Шисин             | Аустралија             | 338,60        | 15.           | Нису се пласирали | Нису се пласирали |
| 16. | Гвендал Биш          | Француска              | 331,35        | 16.           | Нису се пласирали | Нису се пласирали |
| 17. | Мајкл Хиксон         | САД                    | 330,00        | 17.           | Нису се пласирали | Нису се пласирали |
| 18. | Данијел Рестрепо     | Колумбија              | 328,05        | 18.           | Нису се пласирали | Нису се пласирали |
| 19. | Николас Гарсија      | Шпанија                | 327,50        | 19.           | Нису се пласирали | Нису се пласирали |
| 20. | Винко Параџик        | Шведска                | 326,40        | 20.           | Нису се пласирали | Нису се пласирали |
| 21. | Хаир Окампо          | Мексико                | 324,30        | 21.           | Нису се пласирали | Нису се пласирали |
| 22. | Каван Переира        | Бразил                 | 323,40        | 22.           | Нису се пласирали | Нису се пласирали |
| 23. | Рос Хезлам           | Велика Британија       | 322,90        | 23.           | Нису се пласирали | Нису се пласирали |
| 24. | Кевин Чавез          | Аустралија             | 322,25        | 24.           | Нису се пласирали | Нису се пласирали |
| 24. | Адријан Абадија      | Шпанија                | 322,25        | 24.           | Нису се пласирали | Нису се пласирали |
| 26. | Лоренцо Марсаља      | Италија                | 320,45        | 26.           | Нису се пласирали | Нису се пласирали |
| 27. | Оливер Дингли        | Ирска                  | 314,40        | 27.           | Нису се пласирали | Нису се пласирали |
| 28. | Симон Рајхоф         | Швајцарска             | 314,25        | 28.           | Нису се пласирали | Нису се пласирали |
| 29. | Сергеј Назин         | Русија                 | 303,45        | 29.           | Нису се пласирали | Нису се пласирали |
| 30. | Анджеј Жешутек       | Пољска                 | 296,25        | 30.           | Нису се пласирали | Нису се пласирали |
| 31. | Себастијан Моралес   | Колумбија              | 295,10        | 31.           | Нису се пласирали | Нису се пласирали |
| 32. | Алексис Жандар       | Француска              | 292,15        | 32.           | Нису се пласирали | Нису се пласирали |
| 33. | Мухамед Путех        | Малезија               | 283,20        | 33.           | Нису се пласирали | Нису се пласирали |
| 34. | Фритјоф Зајдел       | Немачка                | 277,80        | 34.           | Нису се пласирали | Нису се пласирали |
| 35. | Станислав Олиферчик  | Украјина               | 274,05        | 35.           | Нису се пласирали | Нису се пласирали |
| 36. | Сулејман ел Сабе     | Кувајт                 | 273,90        | 36.           | Нису се пласирали | Нису се пласирали |
| 37. | Луис Мора            | Бразил                 | 264,45        | 37.           | Нису се пласирали | Нису се пласирали |
| 38. | Франдијел Гомез      | Доминиканска Република | 258,90        | 38.           | Нису се пласирали | Нису се пласирали |
| 39. | Амар Хасан           | Египат                 | 253,65        | 39.           | Нису се пласирали | Нису се пласирали |
| 40. | Анхељо Алсебо        | Куба                   | 241,65        | 40.           | Нису се пласирали | Нису се пласирали |
| 41. | Дијего Каркин        | Чиле                   | 241,00        | 41.           | Нису се пласирали | Нису се пласирали |
| 42. | Јурај Мелша          | Хрватска               | 231,60        | 42.           | Нису се пласирали | Нису се пласирали |
| 43. | Хасан Кали           | Кувајт                 | 207,35        | 43.           | Нису се пласирали | Нису се пласирали |
| 44. | Рунгсиман Јанмонгкон | Тајланд                | 141,25        | 44.           | Нису се пласирали | Нису се пласирали |